# Påfågelvar
Påfågelvar (Bothus lunatus) är en fiskart som först beskrevs av Carl von Linné 1758.  Påfågelvar ingår i släktet Bothus och familjen tungevarsfiskar. Inga underarter finns listade i Catalogue of Life.